# Mühldorf am Inn
Mühldorf am Inn je bavorské město, sídlo stejnojmenného zemského okresu, ležící při řece Inn v dolním Bavorsku, významný železniční uzel. Sestává ze 16 místních částí. V roce 2021 v něm žilo 21 254 obyvatel.

## Geografie
Město leží v jihovýchodním Bavorsku, v předhůří Bavorských Alp, rozkládá se kolem řeky Inn. Skládá se ze 16 místních částíː
- Altmühldorf
- Ecksberg
- Eichfeld
- Eßbaum
- Gandl
- Hahnbauer
- Hart
- Hirsch
- Hölzling
- Kuttenreut
- Mitteraham
- Mößling
- Mühldorf am Inn
- Stegmühle
- Thal
- Unteraham

## Historie

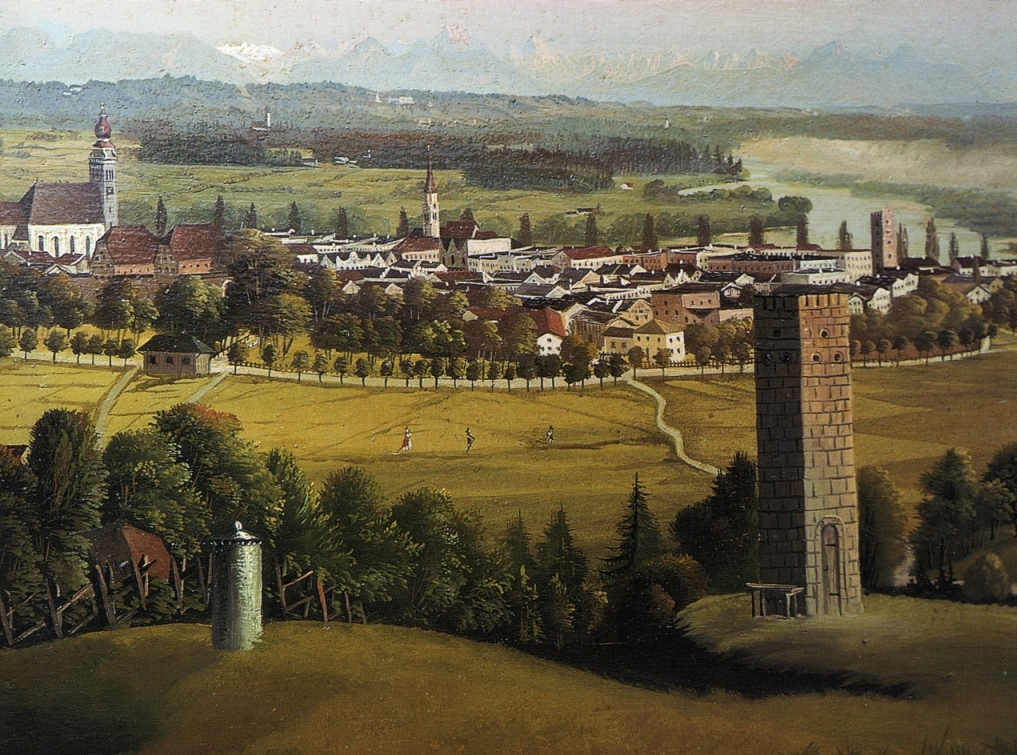
Město na vedutě z roku 1860

Území častých povodní s vlhkým klimatem zůstalo dlouho bez osídlení, nejstarší stopy tvoří Via Iulia, antická římská silnice v oblasti Mettenheim-Mößling. Vesnice se začala rozvíjet od konce 9. století, první písemná zmínka pochází z roku 935. 
Město a hrad patřily ve středověku rodu Luchenů. Smlouvou z 28. října 1287 Rapoto Luchen předal své alodiální panství salcburskému arcibiskupu Rudolfovi a stal se jeho ministeriálem.
28. září 1322 se zde odehrála rozhodující bitva u Mühldorfu mezi Bavorskem a Salcburkem. Během 14. až 15. století se rozvíjela řemesla i obchod. 
V roce 1640 způsobil největší požár zničení asi 80 % zástavby města. V závěru třicetileté války v roce 1648 švédské vojsko obsadilo na tři týdny město, které se bez boje vzdalo generálu Wrangelovi, aby bylo zachováno.
V 17. století Mühldorf trpěl následky válek, požárů i morových ran, což vedlo k poklesu hospodářské prosperity. V roce 1749 se  také v Mühldorfu konal hon na čarodějnice s odsouzením a upálením vytipovaných žen. Na základě smlouvy z Lunéville byl v roce 1802 Mühldorf připojen ke státu Bavorsko.
Za druhé světové války zde nacisté vybudovali rozsáhlý koncentrační tábor Mühldorf. V roce 1944 postavili velký bunkr s podzemní továrnou na proudové stíhačky Messerschmitt Me 262, ve které byli zaměstnáni vězni zdejšího koncentračního tábora i koncentračního tábora Dachau.
V sérii spojeneckých náletů ze 16. března 1945  Američané nasadili 700 bombardérů, včetně 250 B-24 Liberator, které shodily na město více než 6 000 bomb. Při leteckém útoku přišlo o život 129 lidí, včetně mnoha dětí. Město bylo bombardováno znovu o měsíc později, útok si vyžádal 15 obětí. Zničeny byly kromě železničního nádraží a  průmyslové zóny i obytné budovy, historické objekty, kostely a věž někdejší městské brány, po válce opět dostavěné.

## Hospodářství
Ve městě působí několik firem, vyrábí komponenty pro mobilní telefony, lékařskou techniku a průmyslovou elektroniku.

## Památky
- Kostel sv. Mikuláše – nejstarší ve městě, od roku 1201 farní
- Kostel Panny Marie (Frauenkirche) – původem gotický barokizovaný jednolodní chrám na náměstí, na hlavním oltáři obraz Panny Marie Pomocné (Pasovské) podle Lucase Cranacha a barokní socha Panny Marie Bolestné
- Rotunda sv. Jana Křtitele, zbytky nástěnných a nástropních maleb z přelomu 13./14. století, novogotická oltářní archa
- Poutní kaple Panny Marie U dubu (Kapelle Maria-Eich)
- Bývalý biskupský zámek – nyní sídlo okresního finančního úřadu
- Věž vodárny
- Lodronhaus – bývalá okresní věznice, nyní Okresní muzeum

## Osobnosti
- Gustav Schlör, rytíř (1820–1883) poslední bavorský ministr hospodářství a poslanec říšského sněmu
- Anton Legner – sudetoněmecký historik umění, vyhnaný z Československa

## Galerie

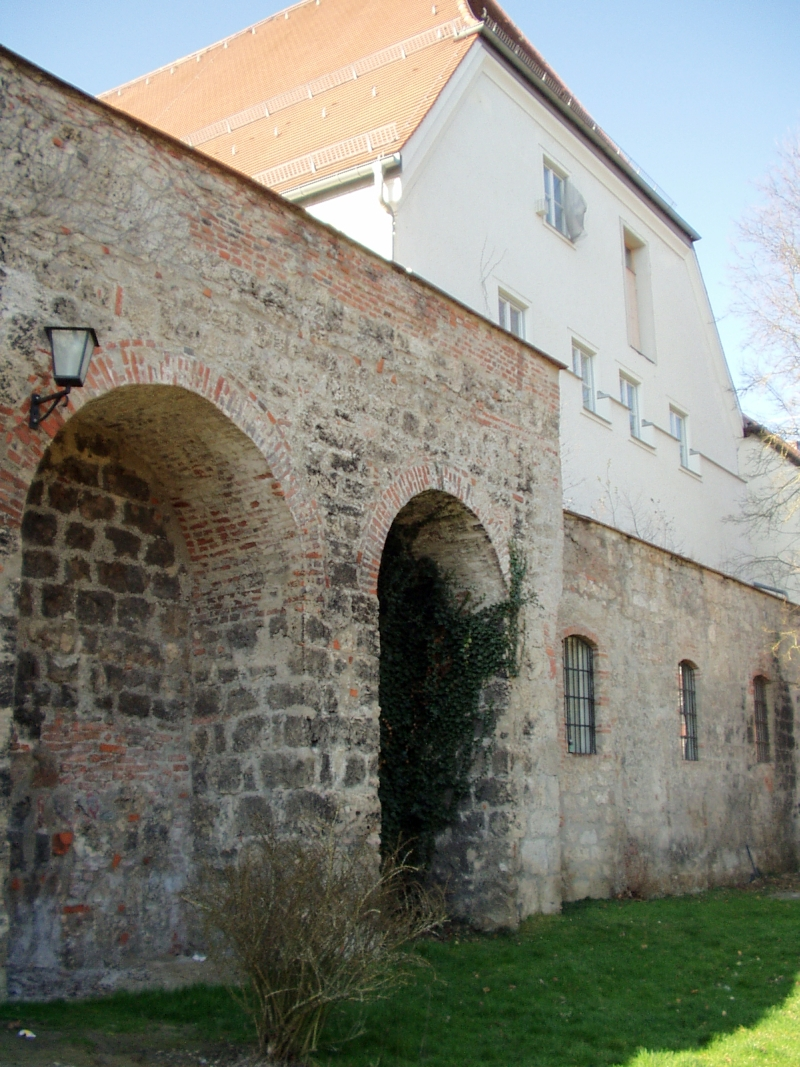
Zeď opevnění
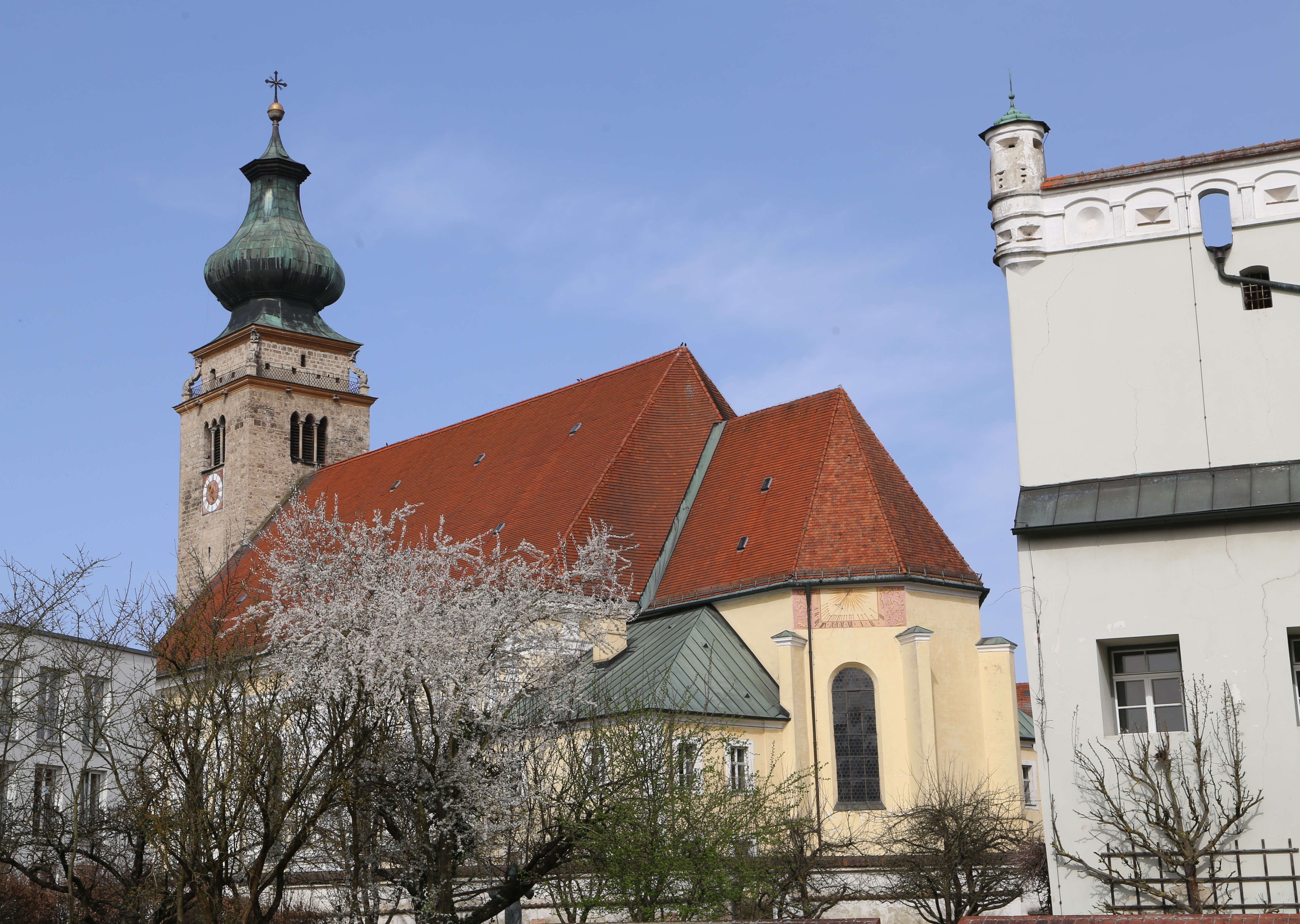
Kostel sv. Mikuláše
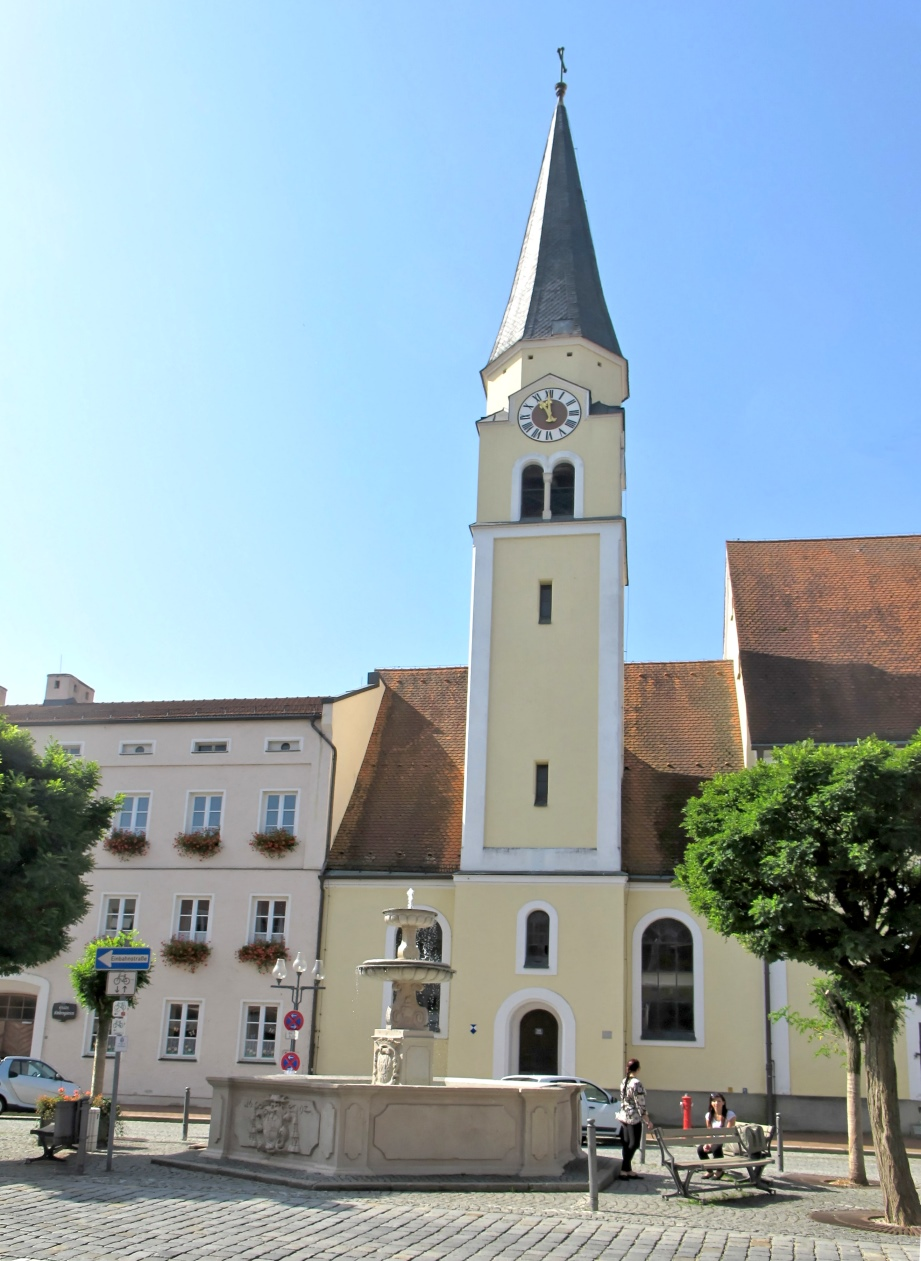
Frauenkirche
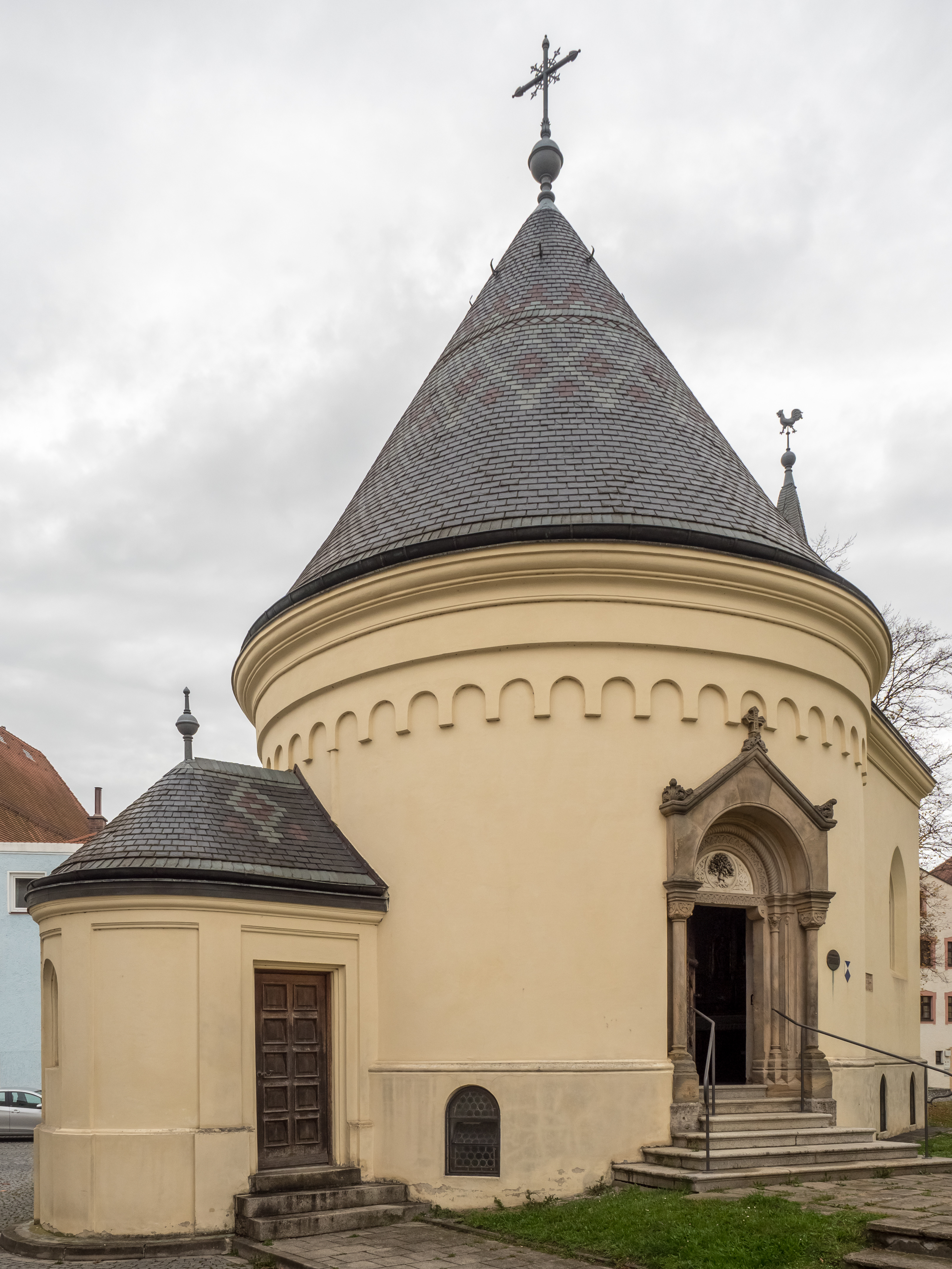
Rotunda sv. Jana
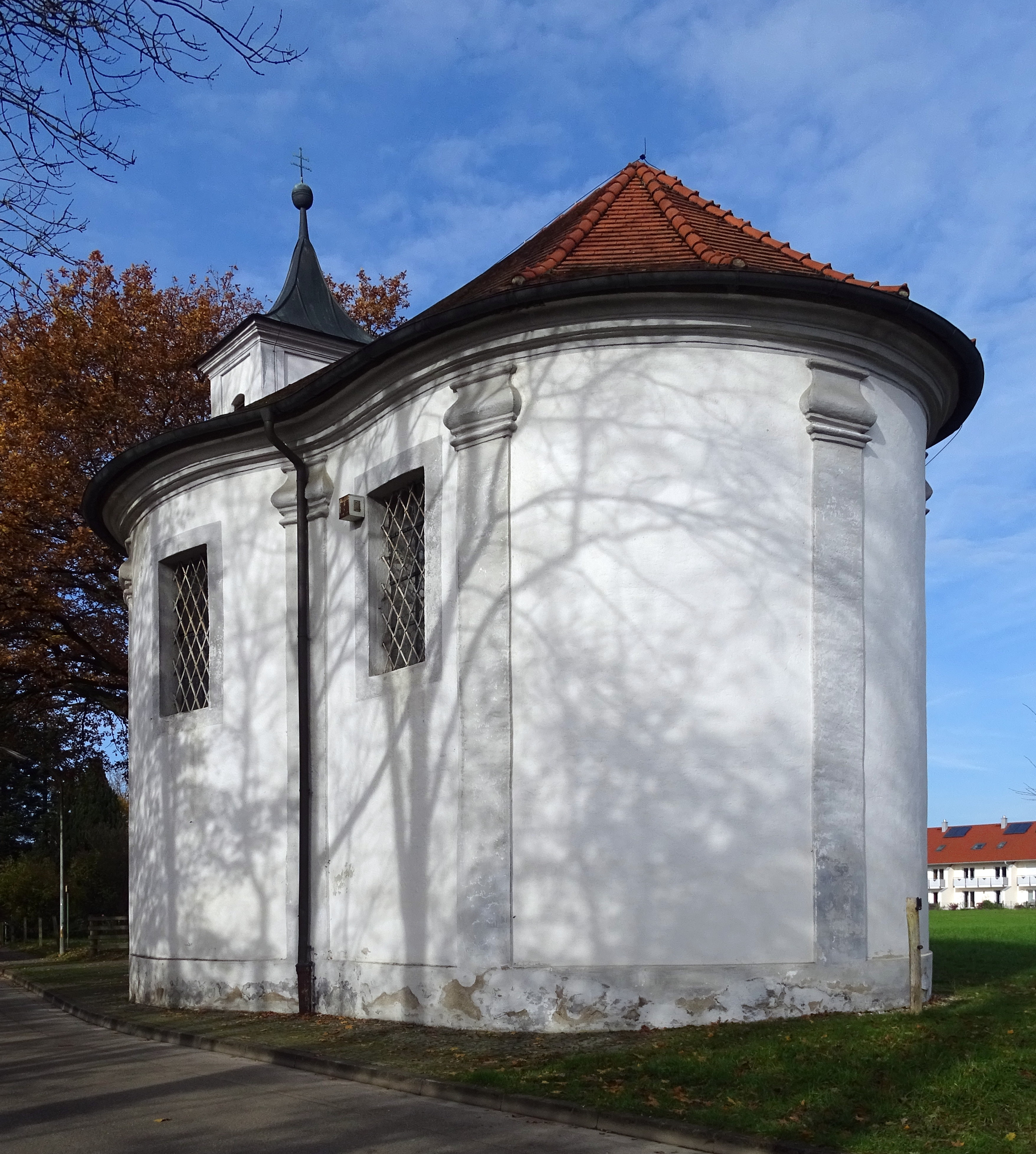
Kaple Maria-Eich
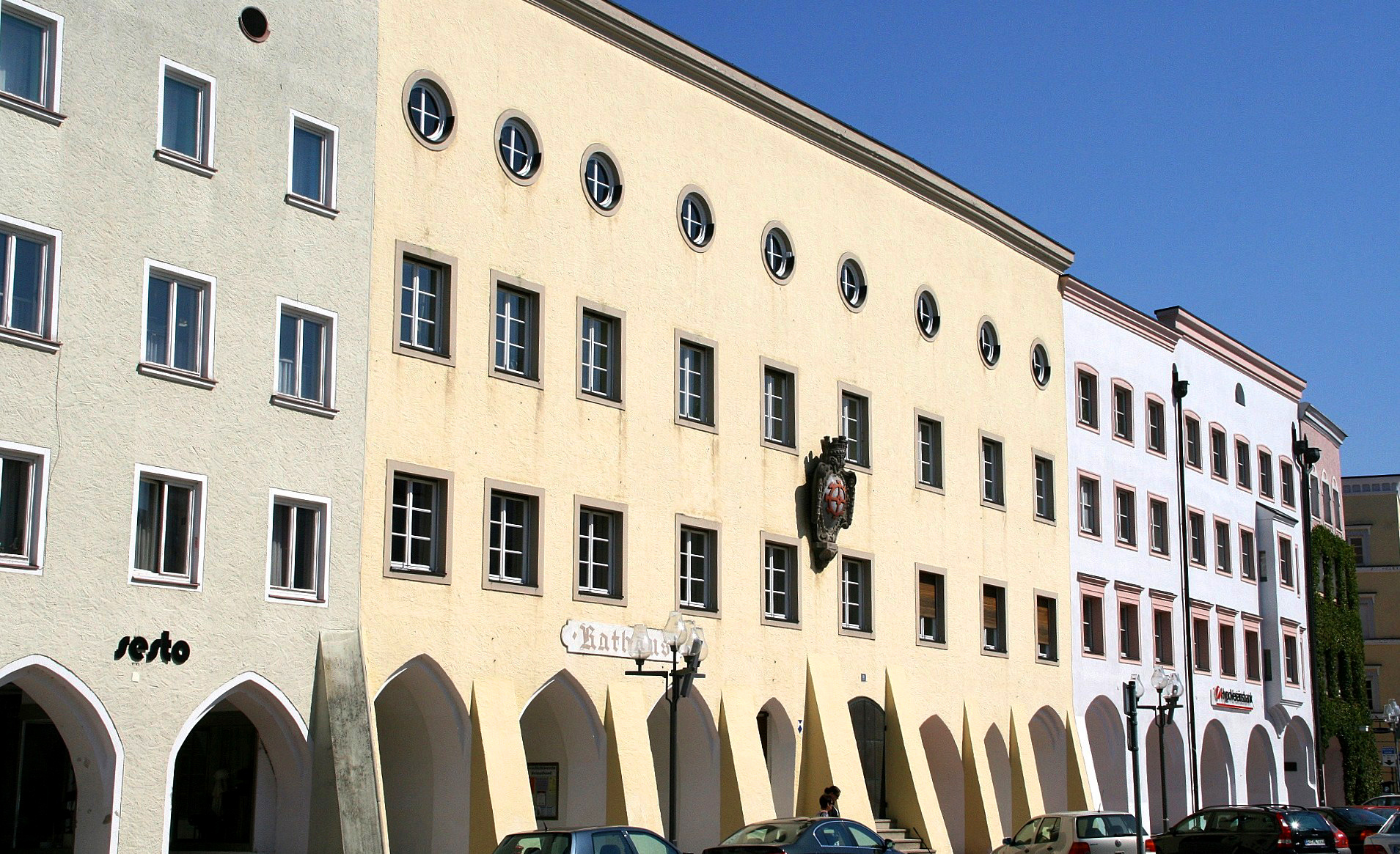
Radnice
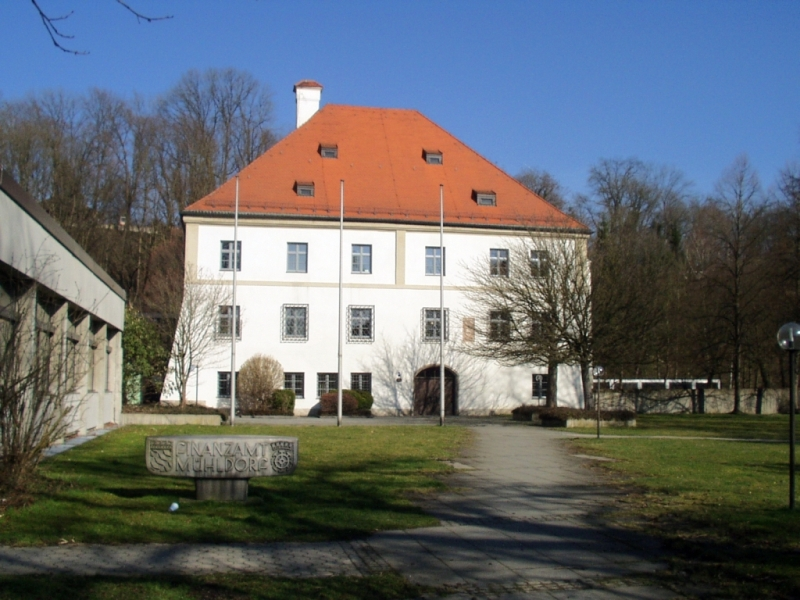
Bývalý biskupský zámek